# Manuel Corrales
Manuel Antonio Corrales Gallego (ur. 18 grudnia 1896 w Corrales del Vino, zm. w październiku 1936 w Madrycie) – hiszpański strzelec, olimpijczyk.
Brał udział tylko w jednych igrzyskach olimpijskich – miały one miejsce w Los Angeles w 1932 roku. Wystąpił w dwóch konkurencjach. Najwyższe miejsce zajął w strzelaniu z pistoletu szybkostrzelnego z 25 metrów, gdzie był 13. ex aequo z rodakiem Luisem Calvetem i Brazylijczykiem Eugenio do Amaralem.

## Wyniki olimpijskie
| Igrzyska | Konkurencja                       | Wynik       | Miejsce     | Źródło |
| -------- | --------------------------------- | ----------- | ----------- | ------ |
| IO 1932  | Pistolet szybkostrzelny, 25 m     | 17 punktów  | 13T (na 18) | [ 1 ]  |
| IO 1932  | Karabin małokalibrowy leżąc, 50 m | 268 punktów | 26 (na 26)  | [ 2 ]  |